# کازیمیر اویه-مبا
کازیمیر اویه-مبا (انگلیسی: Casimir Oyé-Mba؛ زادهٔ ۲۰ آوریل ۱۹۴۲ – درگذشتهٔ ۱۶ سپتامبر ۲۰۲۱) سیاست‌مدار اهل گابن و نخست‌وزیر سابق این کشور بود.
وی در ۱۶ سپتامبر ۲۰۲۱ در بیمارستان سنت جوزف در سن ۷۹ سالگی درگذشت.